# サンサーラ・ナーガ
『サンサーラ・ナーガ』は、1990年3月23日にビクター音楽産業（現：JVCケンウッド・ビクターエンタテインメント）より発売されたファミリーコンピュータ用ゲームソフト。ジャンルはロールプレイングゲーム。監修、脚本を『機動警察パトレイバー』（1988年）やのちの『GHOST IN THE SHELL / 攻殻機動隊』（1995年）などで知られる、アニメーション監督の押井守と伊藤和典が手掛けた。音楽に川井憲次、キャラクターデザインは桜玉吉。
のちにスーパーファミコン作品として続編『サンサーラ・ナーガ2』（1994年）、ゲームボーイアドバンス作品として本作と「2」のリメイク作『サンサーラナーガ1×2』（2001年）が発売された。

## 経緯
きっかけは、押井と伊藤が『ドラゴンクエストII 悪霊の神々』にハマっていて、「自分たちでこんなゲームを作りたい」と考え、その場の勢いで押井が「プレイヤーがドラゴンに思い入れを込めて手をかけた分だけ、期待に応えてくれる」という内容の企画書を書いたところ、ビクター音楽産業の目に留まり、ビクターが賛同した所から始まった。
押井は「ゲームの世界の日常を世知辛さ・切なさ・下世話さをひっくるめて味わってほしい」という思いから、本筋の縦軸に全く関与しないキャラクター・台詞が大量に用意されている。押井による上記の基本も含めたコンセプトは続編『サンサーラ・ナーガ2』でも引き続き発展する形で進めていった。
押井は「本当に勢いで作っちゃったのでかなり強引なゲームになっちゃった。だから初々しさがある」と振り返っている。
伊藤は「普段は一つの縦軸を提供するだけなのに、本作では『プレイヤー次第でどんな風にもなるストーリー』を目指した。でも『何をやっても良い』ということは逆に『何をやったらいいのかわからない』という人も出てしまう、と反省した」と振り返っている。

## ゲーム内容

### システム
本作の最大の特徴は、従来のRPGのシステムに「竜の育成」という独自のシステムを組み込んだ点にある。卵から産まれた竜は一時託児所に預けられ、主人公は保母からの指示によりその都度、竜の成長に合わせた獲物を狩りに出掛けることになる。竜が成長した後は、竜使いとして一緒に世界を旅することになるが、竜には「勇敢さ」や「道徳性」などのパラメータがあり、主人公の行動や食べさせるモンスター（餌）などによってこれらの数値が変化し、竜が命令を聞かなくなったり、臆病な性格になったりする。竜は戦闘によって倒したモンスターを食べることによって成長（レベルアップ）するが、倒したモンスターを食べさせずに獲物として持ち歩き、街の薬屋に売る事で換金することもできる。主人公にレベルの概念はなく、装備品の強化以外に強くなることはない。
これは押井の「人間はそんなに急速に強くはなれない」「なるべくゲーマーが『主人公にこうさせよう』と思ったことは何でもできる様に、変化に対する柔軟性・融通性を可能な限り広げてみた」という考えが反映された結果である。

### はらたま
本作の世界には、北西、北東、南東、南西の4ヶ所に「はらたま」と呼ばれる立ち食いそばチェーンがあり、ここで食事をすると店主がその時々に合ったゲーム進行のヒントを教えてくれる。各店の奥にあるトイレから各地のはらたまへワープすることができ、これにより、強力なモンスターが出現する急峻な山岳地帯などを避けて移動することができる。また、敵の本拠地、リタサティアにある唯一の拠点となる場所も5ヶ所目のはらたまである。なお、「はらたま」の語源・初出についてはうる星やつらの登場人物#サクラを参照のこと。

### その他の特徴
- フィールドコマンドに「たたかう」という項目があり、これを選択すると街中の住民と戦うことができる。ただし、ばっちゃんなど、一部戦うことができない人物も存在する。戦闘に勝つとお金などを手に入れることができるが、竜の「道徳」パラメータが大きく下がる。戦闘コマンドにも「わいろ」という項目があり、モンスターに遭遇した際、手持ちのアイテムから何かひとつを差し出すことによって戦闘を回避できることがある。しかしやはり竜のパラメータが低下する。
- ゲーム開始直後から、主人公はほとんどの地域に移動することができる。出現モンスターの強弱はゲームの進行によってではなく地形によって決まるため、ゲーム序盤でもボスキャラ並の強さを備えたモンスターに遭遇することもある。
- 本作は仏教やヒンドゥー教、バラモン教を元とした世界観で構成されており、バラモン教の教義に基づき大陸は亀の形をしており大陸の外には何もない（アル・シンハを思わせる石像のようなものが延々と並んでいる）。また人名や街の呼称なども、全てサンスクリット語で統一されている。ゲームタイトル自体も、サンスクリット語で「Saṃsāra Nāga（輪廻の竜）」という意味である。

## ストーリー
主人公の少年（少女）は、本作の世界において非常な尊敬を集める存在である「竜使い」となるべく、彼の住む村の宝である「竜の卵」を盗み出し、村を抜け出す。しかしそれは実はダチョウの卵であり、途方に暮れた少年は、卵から産まれたダチョウの後を追う。ダチョウが走っていった先には古びた一軒の家があり、そこに住む老人のある依頼を受けた少年は、老人の家から少し離れた「竜の産卵場」からある物を持ち帰り、その礼として老人から本物の竜の卵をもらい、改めて竜使いを目指す旅を始める事となる。

## キャラクター

### 主な登場キャラクター
主人公（ケマル）
この世界で、名誉ある職業とされている竜使いになることを夢見ている。
竜（テーミス）
竜のウンコと引き換えた卵から孵った竜。
アル・シンハ
主人公の旅を陰で支える、伝説の竜使い。本作世界の大陸の外側には海ではなく、彼の姿をかたどった大小の彫像が並んでいる。名前はサンスクリット語で「ライオン」の意。
アムリタ
旅先で幾度か出会う女竜使い。物語の鍵を握る。出身はシャクンタで、弟が一人いる。名前はサンスクリット語で「甘露」の意。
ばっちゃん
主人公の祖母。主人公が帰郷すると一晩泊めてくれ、出発の際に回復アイテム「おべんとう」を持たせてくれる。
立ち食いのプロ
「はらたま」に入ると必ずカウンターにいる客で、立ち食いに命をかけている。本作に限らず押井作品の随所に登場する、名物キャラクターでもある。（立喰師列伝を参照のこと）
盗賊の親分
ハワプール城の下水道を拠点に盗みを働く男。主人公が正規の竜使いになるため、退治することになる。装備さえ整えれば強敵ではないが、ファミリーコンピュータ版では彼より弱い子分に戦いを挑んでクリアするという裏技が存在する。
退治後もある場所で再会するが、その際に彼の意外な前身が判明する。
兵士
ハワプール城内を護る兵士たち。ファミリーコンピュータ版では歯が立たないほどの圧倒的な強さを誇る。
ハワプール王
存在するらしいのだが、誰もその姿を見たことが無いと言われる謎の人物。
ターラ
ハワプールにいる踊り子。ゲーム進行上重要な鍵を握っている。名前はインドの伝統音楽のリズムの呼称の一。
ターラのひも
ターラと同棲している青年。喧嘩っ早く先走りやすいが悪い人間ではない。
牛丼仮面
「はらたま」で「牛丼弁当」を注文すると戦う事になる敵。ゲーム進行上重要な存在。
ラクシャーサ
ローカアローカ入口の門番を務める鬼。牛丼に目が無い。戦いを挑んでも相手にしてくれないが、選択肢次第では戦闘になる。

### 主な登場モンスター
みじんこ
草原地帯に出現。本作で最弱のモンスター。関連するモンスターに毒攻撃をしてくる毒みじんこ、食べると竜の勇敢さが上昇するみじんこロードがいる。
なお、本作におけるみじんこの姿かたちは一般的なミジンコとは大きく違い、分子模型のそれぞれの球体に顔がついた妙な生物で、デザインの元となっているのは、桜玉吉の漫画「しあわせのかたち」に出てくるミジンコ（飛蚊症の視界に現れる内視現象）である。
こつぎょ
浅い河川に出現。体が骨だけでできた魚。保育所に預けた竜にミジンコを必要量食べさせた後、次の段階でカルシウムを摂らせるためにこれを食べさせる。
タラバガニ
深めの河川や沼地に出現。食べると体力が大幅に回復する。
とうちゅうかそう
森林地帯に出現。不気味な姿をしているが、薬屋に持っていくと漢方薬の材料として非常に高い値段で買ってもらえる。
まんだらげ
砂漠地帯に出現。人型をした花。時折、催眠効果のある「まんだらげの実」を落とすことがある。
いっぽんどっこ
山岳地帯に出現。一本足のモンスター。攻撃力が高く強敵だが、高価な「韋駄天の靴」を落とすことがある。
ばらもんのうみぼうず（バラモンの海坊主）
湿地帯に出現。老人の顔に亀の胴体、蛇の尾を持つ。旅先で幾度となく「バラモンの海坊主に会いなさったか？」と聞かれるが、ゲームの進行に関わる事もなく、そう聞かれる理由も明らかにならない謎のモンスター。
ノラりゅう（野良竜）
野生の竜たち。竜の中では弱い方だが、ブレス攻撃を使う。竜使い（後述）が率いるものには、レベルの高い個体が存在する。
りゅうつかい（竜使い）
竜使いの道を究められず、賊徒に堕ちた「くずれ竜使い」。元竜使いだけに戦闘力の高い者もいる。女竜使いはあるアイテムで戦闘を回避出来る。
よくりゅう（翼竜）
溶岩地帯？に出現。ゲーム中屈指の強敵であるが、獲物を一定量集めると最強のマントである「翼竜のマント」が作れる。
ハゲりゅう（禿竜）
アケルナルに出現する竜。竜系モンスターの中では人に近い姿をしている。ヘルメットの素材に出来るほど硬い頭蓋を持ち、攻撃手段もその頭を利用した頭突き攻撃である。
シバのけんし（シバの剣士）
天界に出現。4本の腕に剣を持ったモンスター。最強の武器である「シバの剣」を落とすことがある。
しんえいりゅう（親衛竜）
天界に出現する最強の竜。波動ブレスを使い、ファミリーコンピュータ版では最終ボスに匹敵する難敵となる。
みずねこ（水猫）
ハワプール王宮付近の深い湖や地下水路に出現。可愛らしい猫の顔にタコのような足のついたモンスター。地下水路に出現するものは比較的簡単に倒すことができるが、王宮付近に出現するものは高いHPと高い攻撃力を持ち、通常のプレイではまず倒すことはできない。続編では、「みずねこ使い」なるモンスターも登場。

### ボス級モンスター
ぎょりゅう（魚竜）
ミーナの村の東の洞窟に棲む、村の漁師たちを脅かす竜のモンスター。主人公が真の竜使いとなる最終試練として対戦することになる。
マーヤー
ルズの泉周辺に出没する蜂女のモンスター。ターラから奪った「紅サンゴのかんざし」を取り返すため、倒すことになる。
ガルーダ
ソーマの樹でアムリタの弟に襲いかかったモンスター。ステータスの高い強敵。
シン
蜃気楼の町、アケルナルに入る直前に出現する砂漠の精霊。通常のプレイでまず倒すことはできないが、あるアイテムを使うと戦闘終了し、アケルナルに入れるようになる。
ナムチ
遥か東の果ての洞窟に棲む巨大な四足獣のモンスター。このモンスターの返り血は竜の鱗を硬くし、更なる成長を促すため必要と言われている。
カオスドラゴン
本作の最終ボス。聖なる竜を殺し、天界リタサティアを乗っ取った。高い魔力を持ち、幻術を操る。次作でも最終ボスとして登場するが別存在である。

## スタッフ
- 脚本：伊藤和典
- キャラクターデザイン：桜玉吉
- グラフィック：はけたれいこ、北久保弘之、本谷利明
- 音楽：川井憲次、笠井治、原田昌亮、なかやましんじ
- メインプログラム：藤沢昇
- サブプログラム：おがわまさや
- 演出：永井努
- マニュアル・スタッフ：まつざきのぼる、こばやしなおき、松岡恵津子
- 宣伝：南幸樹
- タイトル・ロゴ・デザイン：高田美苗
- 協力：山本寛之、新井克巳、下田竜矢、笠倉堅之
- プロデューサー：小森治信
- エグゼクティブ・プロデューサー：本多慧
- コントロール：吉岡賢
- 監督：押井守

## 評価
ゲーム誌『ファミコン通信』の「クロスレビュー」では合計25点（満40点）、『ファミリーコンピュータMagazine』の読者投票による「ゲーム通信簿」での評価は以下の通りとなっており、20.33（満30点）となっている。同誌1991年5月10日号特別付録の「ファミコンロムカセット オールカタログ」では、「竜を主人公が育てる異色のRPG」、「成長シミュレーション的要素をもち、RPGの新境地を開くゲーム」と紹介されている。
| 項目 | キャラクタ | 音楽 | 操作性 | 熱中度 | お買得度 | オリジナリティ | 総合  |
| 得点 | 3.72       | 3.23 | 3.11   | 3.38   | 3.07     | 3.82           | 20.33 |

ゲーム誌『ユーゲー』では、「RPGとしてのシステムは未完成で、テンポは悪いしゲームバランスにも少々難あり。厳しく言うと、駄作として見られてもおかしくはないし、商業的にも成功したとは思えない」、「高名なクリエイターがよってたかって好き勝手した結果の奇跡…駄作としての要素もゴッチャになって、言葉じゃ言い表せない魅力」と評している。

## 関連商品
- 『サンサーラナーガ必勝攻略法』（攻略本）
- 『サンサーラ・ナーガ1＆2 サウンドトラックス』（サウンドトラック）